# Песчанки (рыбы)
Песчанки (лат. Ammodytes) — род лучепёрых рыб из семейства песчанковых (Ammodytidae).
Употребляются в пищу и служат наживкой для лова трески и других рыб на крайнем севере Европы, и в России на Мурманском берегу. Ловят песчанку мелкоячейными неводами. Важный элемент рациона кайр, в частности, тонкоклювой кайры.
В состав рода включают 6 видов, которые обитают в морях у берегов Европы и Америки:
- Ammodytes americanus DeKay, 1842
- Ammodytes dubius Reinhardt[англ.], 1837 — северная песчанка
- Ammodytes hexapterus Pallas, 1814 — тихоокеанская песчанка, или дальневосточная многопозвонковая песчанка
- Ammodytes marinus Raitt, 1934
- Ammodytes personatus Girard, 1856
- Ammodytes tobianus Linnaeus, 1758 — балтийская песчанка, или европейская малопозвонковая песчанка, или обыкновенная песчанка, или малая песчанка